# Pseudorhipsalis
A Pseudorhipsalis nemzetségbe levél alakú szárral, és kisméretű virággal rendelkező epifita kaktuszok tartoznak. Termesztésben nagyon ritkán találkozni velük.

## Elterjedésük és élőhelyük
Perutól Costa Ricáig, valamint Jamaica, Haiti és Kuba szigetén, perhumid és humid trópusi erdőkben elterjedtek. Epifita vagy ritkábban litofita növények.

## Jellemzőik
Hajtásaik dimorfikusak: kezdetben hengeresek, majd később lapítottakká válnak. Töviseket nem viselnek. kis virágaik 7-25 (-50) mm hosszúak, fehérek, sárgásak, vagy ciklámenszínűek, nappal nyílnak. A porzószálak az Alata subgenusban egy, az Amazonica subgenusban két csoportba tömörülnek. Termésük gömbölyded, 10 mm-nél kisebb fehéres vagy rózsaszínes bogyó.
A korai kutatók a nemzetséget a Rhipsalis genus legközelebbi rokonságának vélték, innen származik az elnevezés is. Habár a fajai felületesen vizsgálva tényleg hasonlítanak a Rhipsalis fajok morfológiájára, M. Kimnach (1979) vizsgálatai rámutattak, hogy a növények a Hylocereeae tribus epifiton fajaival, különösen a Disocactus nemzetséggel állnak szoros rokonságban. A nemzetséget ma elkülönítik a Disocactus genustól fehéres virágaik, porzóállásuk miatt, valamint, hogy nem ismeretesek természetes hibridek a Disocactus és a Pseudorhipsalis fajok között. A Pseudocactus (Wittiocactus) amazonica fajt Barthlott még Disocactus amazonicus-ként rendszerezte, azonban a pollenstruktúrája azoktól különböző és e faj esetében sem ismert hibridizáció más Disocactusokkal (https://web.archive.org/web/20080725010841/http://home.clear.net.nz/pages/grant.bayley/Disoamo.html), habár nappal virágzik. Mindemellett más Pseudorhipsalis fajoktól egyebek mellett elkülönül egy éles elterjedési hiátussal is.

## Rokonsági viszonyaik
Subgenus Alata Bauer:

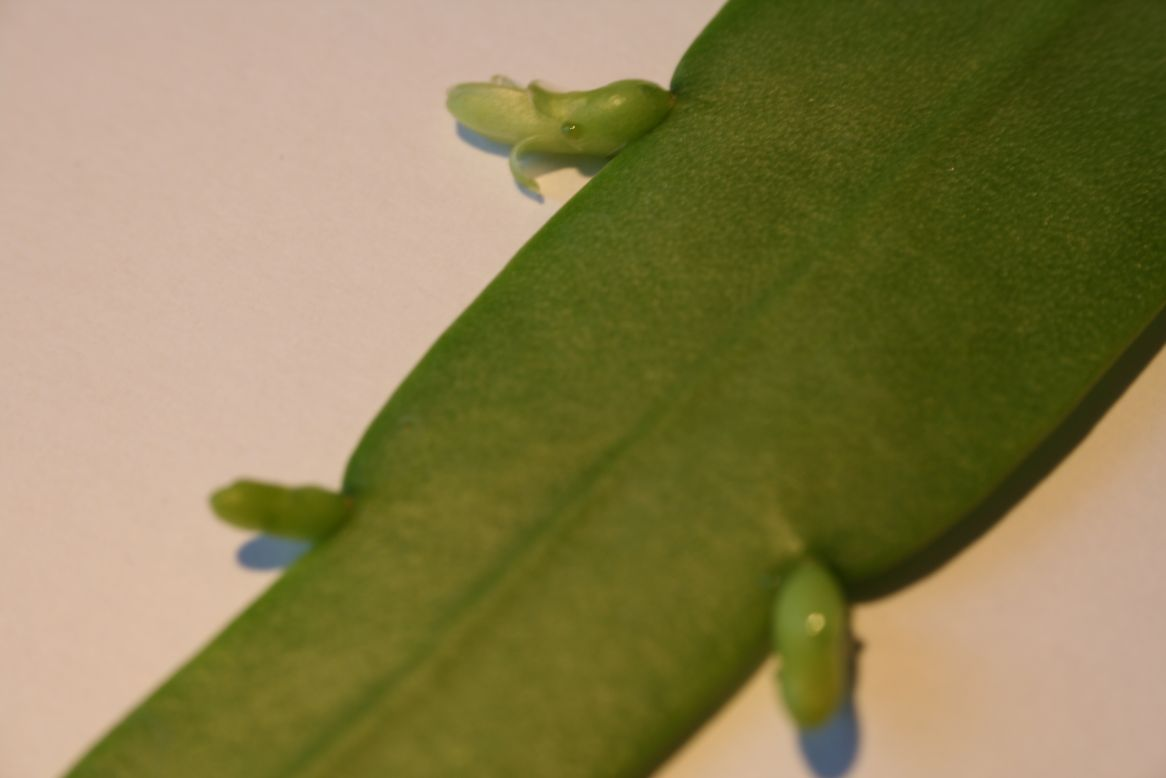
Pseudorhipsalis ramulosa ssp. jamaicensis

- Pseudorhipsalis acuminata Cuf. in Arch. Bot. (Forli.) 9:196' (1933)
- Pseudorhipsalis alata (Swartz) B & R Cactaceae 4:213' (1923)
- Pseudorhipsalis himantoclada (R. Gos.) B & R in Cactaceae 4: 123' (1923)
- Pseudorhipsalis lankesteri (Kimn.) Barthlott in Bradleya 9:90' (1991)
- Pseudorhipsalis ramulosa (S.D.) Barthlott in Bradleya 9:90' (1991)
  - Pseudorhipsalis ramulosa subsp. jamaicensis (Britt. & Harris) Doweld in Sukkulenty (Moskow) 4:42' (2002)

Subgenus Amazonica Bauer:
- Pseudorhipsalis amazonica (K. Schum.) Bauer in Haseltonia 9:101' (2003)
  - Pseudorhipsalis amazonica subsp. chocoensis Bauer in Haseltonia 9:106' (2003)
  - Pseudorhipsalis amazonica subsp. panamensis (B & R) Bauer in Haseltonia 9:106' (2003)